# Remo nos Jogos Pan-Americanos de 2023
As competições de remo nos Jogos Pan-Americanos de 2023 em Santiago, no Chile, foram realizadas entre 21 e 25 de outubro de 2023 na Lagoa Grande, em San Pedro de la Paz. Ao todo, quinze eventos foram disputados: sete igualmente distribuídos entre masculino e feminino, além de um misto.
O oito com masculino e o skiff simples peso leve foram removidos e substituído pelo oito com misto. Entretanto, o oito com tanto no masculino quanto no feminino também foram adicionados posteriormente ao programa do Pan.

## Qualificação
Um total de 220 remadores poderiam se qualificar para competir. Cada Comitê Olímpico Nacional poderia inscrever até 21 remadores. Toda a classificação se deu no Campeonato Qualificatório de 2023, onde um número específico de barcos se qualifiou em cada um dos eventos. Os competidores da prova de oito com misto foram selecionados entre os remadores correspondentes nas provas masculinas e femininas.
Os medalhistas de ouro no skiff simples masculino e feminino nos Jogos Pan-Americanos Júnior de 2021 em Cáli, na Colômbia, receberam uma vaga direta aos Pan, não fazendo parte do limite de vagas especificado dentro do processo de classificação aos Jogos.

## Nações participantes
Um total de 20 CONs qualificaram pelo menos um remador em um dos eventos. Entre parênteses se encontra representada a quantidade de competidores.
- ARG Argentina (13)
- BAR Barbados (1)
- BRA Brasil (12)
- CAN Canadá (10)
- CHI Chile (14)
- COL Colômbia (1)
- CRC Costa Rica (1)
- CUB Cuba (11)
- ESA El Salvador (2)
- EAI Equipe de Atletas Independentes (4)
- ECU Equador (2)
- USA Estados Unidos (15)
- HON Honduras (2)
- MEX México (14)
- NCA Nicarágua (4)
- PAR Paraguai (10)
- PER Peru (6)
- DOM República Dominicana (3)
- URU Uruguai (12)
- VEN Venezuela (5)

## Medalhistas
Masculino
| Evento                         | Ouro | Prata | Bronze |
| ------------------------------ | --- | --- | --- |
| Skiff simples detalhes         | Lucas Verthein BRA Brasil | James Plihal USA Estados Unidos | Juan José Flores MEX México |
| Skiff duplo detalhes           | Newton Seawright Martín Zócalo URU Uruguai | Reidy Cardona Carlos Ajete CUB Cuba | Mark Couwenhoven Casey Fuller USA Estados Unidos                                                                                                  |
| Skiff duplo peso leve detalhes | Miguel Ángel Carballo Alexis López MEX México                                                                                                 | César Abaroa Eber Sanhueza CHI Chile | Alejandro Colomino Pedro Dickson ARG Argentina |
| Skiff quádruplo detalhes       | Bruno Cetraro Marcos Sarraute Felipe Klüver Leandro Salvagno URU Uruguai                                                                      | Francisco Lapostol Brahim Alvayay Óscar Vásquez Andoni Habash CHI Chile                                                                                 | Ricardo de la Rosa Tomás Manzanillo André Simsch Rafael Mejía MEX México                                                                          |
| Dois sem detalhes              | Alexander Hedge Ezra Carlson USA Estados Unidos                                                                                               | Esteban Sosa Leandro Rodas URU Uruguai | Hugo Reyes Jordy Gutiérrez MEX México |
| Quatro sem detalhes            | Alfredo Abraham Ignacio Abraham Nahuel Reyes Marcelo Poo CHI Chile                                                                            | Andrey Barnet Leduar Suárez Carlos Ajete Reidy Cardona CUB Cuba                                                                                         | Martín Zócalo Marcos Sarraute Newton Seawright Leandro Salvagno URU Uruguai                                                                       |
| Oito com detalhes              | Roberto Paz Luis León Henry Heredia Francisco Romero Andrey Barnet Leduar Suárez Carlos Ajete Reidy Cardona Juan Carlos González (T) CUB Cuba | Bruno Cetraro Felipe Klüver Leandro Rodas Mauricio Lopez Marcos Sarraute Newton Seawright Leandro Salvagno Martín Zócalo Romina Cetraro (T) URU Uruguai | Óscar Vásquez Marcelo Poo Brahim Alvayay Francisco Lapostol Alfredo Abraham Ignacio Abraham Nahuel Reyes Andoni Habash Isidora Soto (T) CHI Chile |

Feminino
| Evento                         | Ouro | Prata | Bronze |
| ------------------------------ | --- | --- | --- |
| Skiff simples detalhes         | Kenia Lechuga MEX México | Beatriz Tavares BRA Brasil | Nicole Martínez PAR Paraguai |
| Skiff duplo detalhes           | Veronica Nicacio Madeleine Focht USA Estados Unidos                                                                                         | Melita Abraham Antonia Abraham CHI Chile | Alizée Brien Shaye de Paiva CAN Canadá |
| Skiff duplo peso leve detalhes | Antonia Liewald Isidora Niemeyer CHI Chile                                                                                                  | Mary Wilson Elizabeth Martin USA Estados Unidos | Sonia Baluzzo Evelyn Silvestro ARG Argentina |
| Skiff quádruplo detalhes       | Grace Joyce Veronica Nicacio Madeleine Focht Katherine Horvat USA Estados Unidos                                                            | Cristina Hostetter Victoria Hostetter Melita Abraham Antonia Abraham CHI Chile                                                                                         | Kendra Hartley Parker Illingworth Alizée Brien Shaye de Paiva CAN Canadá                                                                                         |
| Dois sem detalhes              | Hannah Paynter Isabela Darvin USA Estados Unidos                                                                                            | Olivia McMurray Abigail Dent CAN Canadá | Nicole Martínez Alejandra Alonso PAR Paraguai |
| Quatro sem detalhes            | Melita Abraham Antonia Abraham Victoria Hostetter Magdalena Nannig CHI Chile                                                                | Hannah Paynter Isabela Darvin Cristina Pretto Lauren Miller USA Estados Unidos                                                                                         | María Sheccid García Devanih Plata Maite Arrillaga Mildred Mercado MEX México                                                                                    |
| Oito com detalhes              | Leia Till Abigail Dent Alizée Brien Abby Speirs Kendra Hartley Olivia McMurray Parker Illingworth Shaye de Paiva Kristen Kit (T) CAN Canadá | Grace Joyce Veronica Nicacio Madeleine Focht Katherine Horvat Hannah Paynter Isabela Darvin Cristina Pretto Lauren Miller Colette Lucas-Conwell (T) USA Estados Unidos | Melita Abraham Antonia Abraham Isidora Niemeyer Antonia Pichott Antonia Liewald Victoria Hostetter Cristina Hostetter Magdalena Nannig Isis Correa (T) CHI Chile |

Misto
| Evento            | Ouro | Prata | Bronze |
| ----------------- | --- | --- | --- |
| Oito com detalhes | Isabela Darvin Ezra Carlson Alexander Hedge James Philal Mark Couwenhoven Lauren Miller Hannah Paynter Cristina Pretto Colette Lucas-Conwell (T) USA Estados Unidos | Antonia Abraham Melita Abraham Alfredo Abraham Ignacio Abraham Óscar Vásquez Francisco Lapostol Magdalena Nannig Victoria Hostetter Isidora Soto (T) CHI Chile | Ana Jiménez Milena Venega Andrey Barnet Leduar Suárez Natalie Morales Yariulvis Cobas Carlos Ajete Reidy Cardona Juan Carlos González (T) CUB Cuba |

## Quadro de medalhas
| Ordem | País               | Medalha de ouro | Medalha de prata | Medalha de bronze |    |
| ----- | ------------------ | --------------- | ---------------- | ----------------- | -- |
| 1     | USA Estados Unidos | 5               | 4                | 1                 | 10 |
| 2     | CHI Chile          | 3               | 5                | 2                 | 10 |
| 3     | URU Uruguai        | 2               | 2                | 1                 | 5  |
| 4     | MEX México         | 2               |                  | 4                 | 6  |
| 5     | CUB Cuba           | 1               | 2                | 1                 | 4  |
| 6     | CAN Canadá         | 1               | 1                | 2                 | 4  |
| 7     | BRA Brasil         | 1               | 1                |                   | 2  |
| 8     | ARG Argentina      |                 |                  | 2                 | 2  |
|       | PAR Paraguai       |                 |                  | 2                 | 2  |
| TOTAL | TOTAL              | 15              | 15               | 15                | 45 |